# Tuja (przystanek kolejowy)
Tuja – dawny wąskotorowy przystanek osobowy znajdująca się we wsi Tuja, w Gminie Nowy Dwór Gdański, w powiecie nowodworskim, w województwie pomorskim. Położony był na linii kolejowej z Nowego Dworu Gdańskiego Wąskotorowego do Jeziernika. Odcinek do Ostaszewa Żuławskiego został otwarty w 1901 roku.